# پوگروم‌های لووف (۱۹۴۱)
پوگروم‌های لووف چندین کشتار (پوگروم) پی‌درپی یهودیان در ژوئن و ژوئیه ۱۹۴۱ در شهر لووف در لهستان شرقی / اوکراین غربی (امروزه بخشی از اوکراین) بودند. این کشتارها توسط ملی‌گرایان اوکراینی (به‌طور خاص، سازمان ملی‌گرایان اوکراین موسوم به «او-اوو-اِن» ОУН)، جوخه‌های مرگ آلمان و جمعیت محلی از ۳۰ ژوئن تا ۲ ژوئیه و از ۲۵ تا ۲۹ ژوئیه، در جریان حمله آلمان به اتحاد جماهیر شوروی انجام شدند. در پی این پوگروم‌ها، هزاران یهودی توسط مردم محلی و نیز آینزاتس‌گروپن کشته شدند.
ملی‌گرایان اوکراینی با ادعای اینکه یهودیان در کشتار زندانیان توسط NKVD، که هزاران جنازه را در سه زندان لووف بر جای گذاشت، مسئولیت داشته‌اند یهودیان را در نخستین پوگروم هدف قرار دادند. کشتارهای پس از آن توسط آلمانی‌ها در چارچوب هولوکاست در اروپای شرقی انجام شدند. این پوگروم‌ها در حافظه تاریخی اوکراین نادیده گرفته شدند یا تلاش شد تا مبهم جلوه داده شوند، و ОУН تلاش کرد تا به پاکسازی یا سفیدکاری سابقه خشونت ضدیهودی خود بپردازد. در سال ۲۰۱۶، یادبودی به مناسبت یادبود قربانیان کشتار در محل کنیسه رز طلایی سابق برپا شد.

## پیشینه
لووف (به لهستانی: Lwów) درست پیش از جنگ جهانی دوم یک شهر چند فرهنگی بود و ۳۱۲ هزار و ۲۳۱ تن جمعیت داشت. ۱۵۷٬۴۹۰ لهستانی بومی ساکن شهر کمی بیش از ۵۰ درصد جمعیت آن را تشکیل می‌دادند، و یهودیان با ۳۲ درصد (۹۹٬۵۹۵ تن) و اوکراینی‌ها با ۱۶ درصد (۴۹٬۷۴۷ تن) در جایگاه‌های بعدی بودند. در ۲۸ سپتامبر ۱۹۳۹، پس از حمله مشترک اتحاد جماهیر شوروی و آلمان به لهستان، شوروی و آلمان پیمان مرزی آلمان و اتحاد جماهیر شوروی را امضا کردند، که بر پایه آن حدود ۲۰۰٬۰۰۰ کیلومتر مربع از سرزمین‌های لهستان با ۱۳٫۵ میلیون نفر جمعیت از ملیت‌های گوناگون به اتحاد جماهیر شوروی اختصاص یافت. از این رو، لووف به خاک اتحاد جماهیر شوروی ضمیمه شد.
بر پایه سوابق پلیس مخفی شوروی (NKVD)، پس از حمله آلمان به شوروی در ۲۲ ژوئن ۱۹۴۱، نزدیک به ۹۰۰۰ زندانی در جمهوری شوروی سوسیالیستی اوکراین در کشتار زندانیان توسط NKVD به قتل رسیدند. به دلیل سردرگمی هنگام عقب‌نشینی سریع شوروی و سوابق ناقص، به احتمال زیاد عدد NKVD کمتر از عدد حقیقی است. بر پایه تخمین تاریخ‌دانان معاصر، تعداد قربانیان در غرب اوکراین احتمالاً میان ۱۰ تا ۴۰ هزار نفر بوده‌است. بر پایه قومیت، اوکراینی‌ها تقریباً ۷۰ درصد قربانیان را تشکیل می‌دادند، لهستانی‌ها نیز ۲۰ درصد.
پیش از حمله آلمان به اتحاد جماهیر شوروی، ملی‌گرایان اوکراینی، به ویژه سازمان ملی‌گرایان اوکراین (ОУН)، مدتی با آلمان‌ها کار می‌کردند. جناح لووف از ОУН تحت کنترل استپان باندرا بود. یکی از ستوان‌های وی یاروسلاو استتسکو بود که منش ضدیهودی داشت. در سال ۱۹۳۹، وی مقاله ای را منتشر کرد که در آن ادعا می‌کرد یهودیان «عشایر و انگل» هستند، ملتی از «کلاهبرداران» و «خودپسندان» که هدف آنها «نابودی فرهنگ قهرمانانه ملت‌های جنگجو» است. استتسکو همچنین علیه توطئه فرضی میان سرمایه‌داران یهودی و کمونیست‌های یهودی اعتراض کرد.

## پوگروم‌ها و کشتارهای دسته‌جمعی

### پوگروم نخست
در زمان حمله آلمان به اتحاد جماهیر شوروی، حدود ۱۶۰٬۰۰۰ یهودی در لووف زندگی می‌کردند ؛ این تعداد به دلیل ورود پناهندگان یهودی از لهستان اشغالی در اواخر سال ۱۹۳۹ تا ده‌ها هزار نفر بیشتر شده بود. تدارکات ОУН برای حمله پیش‌بینی شده آلمان شامل دستورالعمل‌های پاکسازی قومی در ماه مه ۱۹۴۱ به واحدهای شبه‌نظامی خود بود. در دستورالعمل‌ها آورده شده بود که «روس‌ها، لهستانی‌ها، و یهودیان» با ملت اوکراین دشمن بوده و «در جنگ نابود خواهند شد». بروشورهایی که در روزهای نخست حمله آلمان توسط ОУН توزیع شده بود، به مردم می‌گفت: «هنوز اسلحه خود را کنار نگذارید. آنها را به دست بگیرید. دشمن را نابود کنید … مسکو، مجارها، یهودیان - اینها دشمنان شما هستند. آنها را نابود کنید.»
لووف در ساعات اولیه ۳۰ ژوئن ۱۹۴۱ توسط ورماخت اشغال شد. نیروهای آلمانی از لشکر ۱ کوهستانی و گردان ناختیگال زیرمجموعه آبور تشکیل شده بودند و از اوکراینی‌های بومی نیرو استخدام کرده بودند. در آن روز آلمانی‌ها یهودیان را تحت فشار قرار دادند تا اجساد قربانیان NKVD را از زندان بیرون آورند و کارهای دیگری مانند پاکسازی خسارات بمباران‌ها و نیز تمیز کردن خیابان‌ها و ساختمان‌ها را انجام دهند. به گفته بازماندگان، برخی از یهودیان توسط آلمانی‌ها مورد سوءاستفاده قرار گرفتند و حتی به قتل رسیدند. در بعد از ظهر همان روز، ارتش آلمان گزارش داد که مردم لووف در حال خالی کردن خشم خود در زمینه کشتار زندان‌ها «بر روی یهودیان هستند … کسانی که همیشه با بلشویک‌ها همکاری کرده‌اند.» در طی صبح ۳۰ ژوئن، نیرویی اد هوک از شبه‌نظامیان مردمی اوکراین در این شهر شکل گرفت. این نیرو یا شامل فعالینی از ОУН می‌شد که از کراکوف به همراه آلمانی‌ها نقل مکان کرده بودند، یا اعضایی که در لووف زندگی می‌کردند و نیز پلیس‌های شوروی سابق - که یا تصمیم به تغییر سمت داده بودند یا اعضای ОУН بودند که به پلیس شوروی نفوذ کرده بودند. ОУН خشونت علیه یهودیان را، که از بعد از ظهر ۳۰ ژوئن آغاز شده بود، تشویق می‌کرد. شبه‌نظامیان اوکراینی که می‌شد آنها را با بازوبند به رنگ‌های ملی: زرد و آبی شناسایی کرد، مشارکت فعالی در کشتارها داشتند. پلیس‌های شوروی سابق یونیفورم‌های آبی‌رنگ شوروی سابق خود را می‌پوشیدند، اما به جای ستاره سرخ بر روی کلاه‌های خود، یک نیزه سه‌شاخ اوکراینی داشتند.
در طول عصر ۳۰ ژوئن، ملی‌گرایان اوکراین اعلام تشکیل کشور مستقل اوکراین کردند. اعلامیه «احیای دولت اوکراین» با امضای استتسکو، میل به همکاری آینده ОУН با آلمان نازی را اعلام کرد؛ همکاری‌ای که به گفته ОУН «به مردم اوکراین کمک می‌کرد تا خود را از اشغال مسکو آزاد کنند.» در همان حین، خبرها در مورد کشف هزاران جسد در سه زندان شهر پس از کشتار زندانیان توسط NKVD در اطراف شهر در حال پخش شدن بود.
پوگروم تمام عیاری در روز بعد، یکم ژوئیه آغاز شد. هودیان را از آپارتمان‌هایشان بیرون بردند، و آنها را ناچار به تمیز کردن خیابان‌ها با دست‌هایشان و بر روی زانوهاشان کردند. ساکنان غیر یهودی در خیابان‌ها جمع می‌شدند تا تماشا کنند. زنان یهودی را به ویژه برای تحقیر کردن جدا کردند: آنها را برهنه کردند، مورد ضرب و شتم قرار داند و از آن‌ها سوءاستفاده جنسی شد. در یک مورد، یک شرکت تبلیغاتی ارتش آلمان از این صحنه‌ها فیلمبرداری کرد. همچنین تجاوزهای جنسی نیز گزارش شدند. یهودیان به‌طور مداوم به سه زندان شهر آورده می‌شدند تا ابتدا اجساد را از رندان بیرون بکشند، سپس خود به ضرب گلوله کشته شوند. کمینه دو عضو شاخه B سازمان ملی‌گرایان اوکراین، با نام‌های ایوان کوالیشین و میخایلو پچارسکی، توسط تاریخ‌دان جان پل هیمکا از عکس‌های کشتار شناسایی شده‌اند.
اگرچه یهودیان توسط ОУН به عنوان دشمن اصلی در نظر گرفته نمی‌شدند (این نقش مختص لهستانی‌ها و روس‌ها بود)، اما آنها احتمالاً یهودیان لووف را به این دلیل هدف قرار دادند تا به آلمانی‌ها خوش‌خدمتی کرده، به این امید که اجازه ایجاد دولتی دست‌نشانده در اوکراین را داشته باشند. یهودستیزی رهبران ОУН، به ویژه استتسکو، نیز از عوامل مؤثر در این امر بود.

### کشتارهای آینزاتس‌گروپن
واحدهای فرعی آینزاتس‌گروپ C در ۲ ژوئیه وارد لووف شدند و با ورودشان خشونت بیشتر شد. یهودیان بیشتری به زندان‌ها آورده شدند و در آنجا مورد تیراندازی و در گودال‌های تازه کنده‌شده دفن شدند . در همین مرحله نیز بود که شبه نظامیان اوکراینی زیر تابعیت اس‌اس قرار گرفتند. علاوه بر مشارکت در پوگروم، آینزاتس‌گروپ C یک سری عملیات کشتار را پی گرفت که طی چند روز آینده ادامه داشت. برخلاف «عملیات زندان»، مشخصه این تیراندازی‌ها عدم مشارکت جمعیت محلی بود. با کمک شبه‌نظامیان اوکراینی، یهودیان به یک استادیوم منتقل شدند و از آنجا با کامیون‌هایی به محل تیراندازی فرستاده شدند.
شبه‌نظامیان اوکراینی از ساختار سازمانی ОУН، ملی‌گرایان غیر سازمان یافته، و نیز جمعیت عادی و جوانان کم‌سن‌وسال کمک می‌گرفتند. کارکنان ارتش آلمان اغلب به عنوان هم تماشاگر و هم عامل در صحنه حضور داشتند و در ظاهر خشونت و تحقیر ضدی یهودی را تأیید می‌کردند. در بعد از ظهر ۲ ژوئیه، آلمان‌ها شورش‌ها را متوقف ساخته و تأیید کردند که در نهایت اوضاع از همان آغاز تحت کنترل آنها بوده‌است.

### روزهای پتلیورا
دومین کشتار در آخرین روزهای ژوئیه ۱۹۴۱ پدید آمد و به احترام رهبر ترور شدهٔ اوکراینی، سیمون پتلیورا، «روزهای پتلیورا» (به آلمانی: Aktion Petliura) نامیده شد. این کشتارها با تشویق آلمان ترتیب داده شده بود، در حالی که شبه‌نظامیان اوکراینی از خارج از شهر با ابزارهای کشاورزی به صحنه کشتار می‌پیوستند. بامداد ۲۵ ژوئیه، شبه‌نظامیان در ایستگاه‌های پلیس شهر آغاز به تجمع کردند. آنها با همراهی پلیس کمکی اوکراین، با قمه، تبر و چاقو به یهودیان در خیابان‌ها حمله کردند. بعد از ظهر، دستگیری‌ها و غارت‌ها آغاز شدند. با کمک فهرست‌های از پیش تهیه شده، مردان پلیس یهودیان را در خانه‌های خود دستگیر کردند، در حالی که غیرنظامیان در اقداماتی خشونت‌آمیز علیه یهودیان در خیابان‌ها شرکت می‌کردند. بسیاری در مسافت‌های دور کشته شدند. بنا بر ید وشم، تقریباً در مدت سه روز حدود ۲۰۰۰ نفر به قتل رسیدند.

## تعداد قربانیان
برآورد تعداد کل قربانیان متفاوت است. بنا بر گزارشی توسط یودنرات لووف، تخمین زده می‌شود که ۲۰۰۰ یهودی در روز یکم ژوئیه ناپدید یا کشته شدند. در گزارشی امنیتی از آلمان در ۱۶ ژوئیه آمده‌است که ۷۰۰۰ یهودی «دستگیر و تیرباران شدند». مورد نخست احتمالاً کم شمرده شده‌است، در عین حال نیز آمار آلمانی‌ها برای تحت تأثیر قرار دادن فرماندهان بالاتر، اغلب اغراق‌آمیز هستند.
بر پایه دانشنامه اردوگاه‌ها و گتوها، نخستین کشتار منجر به مرگ ۲۰۰۰ تا ۵۰۰۰ یهودی شد. در کشتارهای آینزاتس‌گروپن که بلافاصله پس از آن رخ داد، ۲۵۰۰ تا ۳۰۰۰ یهودی دیگر تیرباران شدند. در طی کشتار موسوم به «روزهای پتلیورا» در اواخر ژوئیه، بیش از ۱۰۰۰ یهودی کشته شدند. به گفته تاریخ‌دان پتر لونگریش، نخستین کشتار حداقل ۴۰۰۰ کشته بر جای گذاشت. به دنبال آن ۲۵۰۰ تا ۳۰۰۰ مورد دستگیری و اعدام اضافی در کشتارهای بعدی توسط آینزاتس‌گروپن پدید آمد، و «روزهای پتلیورا» منجر به مرگ بیش از ۲۰۰۰ قربانی شد.
دیتر پوهل تاریخ‌دان تخمین می‌زند که ۴۰۰۰ نفر از یهودیان لووف میان ۱ تا ۲۵ ژوئیه در کشتارها کشته شدند. به گفته تاریخ‌دان ریچارد برایتمن، ۵۰۰۰ یهودی در نتیجه پوگروم‌ها کشته شدند. علاوه بر این، حدود ۳٬۰۰۰ فرد عمدتاً یهودی در استادیوم شهرداری توسط آلمانی‌ها اعدام شدند.